# Sarvesvágge
Sarvesvágge är en cirka 25 kilometer lång dalgång i Sareks nationalpark. Dalen sträcker sig från gränsen till Padjelanta nationalpark och till de centrala delarna av Sarek där den utmynnar i Rapadalen. 
Sarvesvágge är lättvandrad i de västra delarna men är tämligen svårgången i den östra delen ned mot Rapadalen på grund av bitvis mycket täta videbestånd.
Dalen har fått sitt namn efter det samiska namnet för rentjur (ej kastrerad) – sarv.

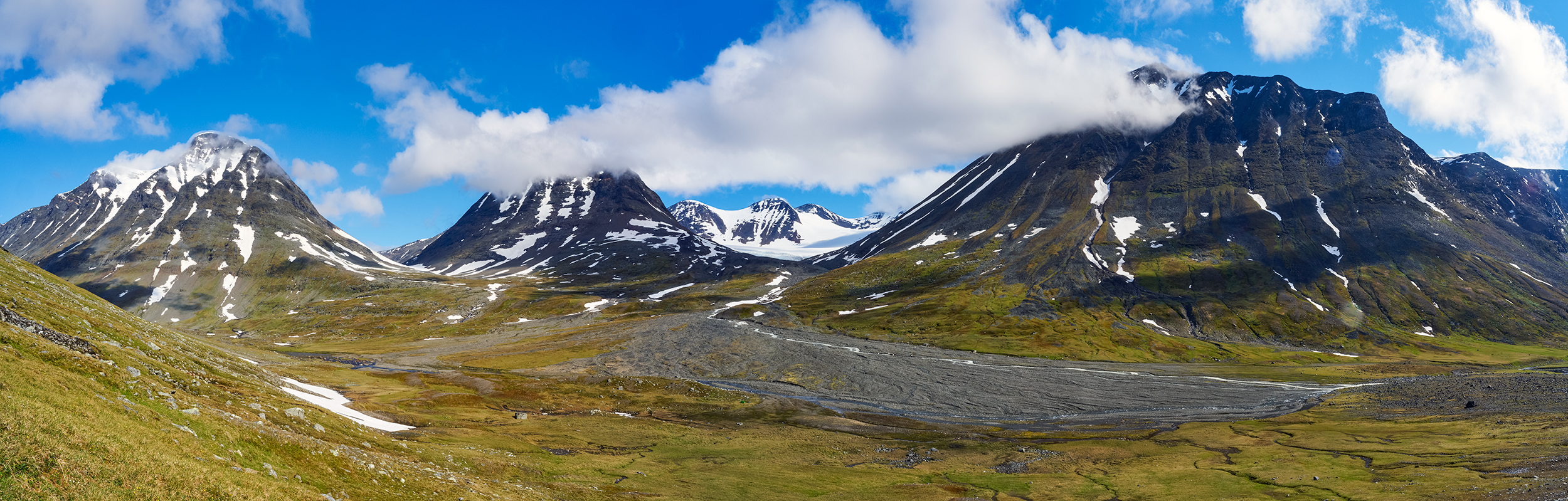
Sarvesvágge där passet Niejdariehpvagge ansluter. Bergen är från vänster till höger: Skájdetjåhkkå - 1827, Niejdariehppe - 1813, Rijddatjåhkkå - 1951.

## Vattendrag
Vattendelaren (passhöjden) i Sarvesvágge ligger i dalens västra del 914 m ö.h. Det största vattendraget – Sarvesjåhkå – rinner österut till Ráhpaädno. Mot väster rinner Alep Sarvesjåhkå som bidrar med vatten till Miellädno.
Större biflöden till Sarvesjåhkå är 
- jokken från glaciären Nuortap Luohttojiegŋa (kan ha mycket vatten)
- jokken från glaciären Rijddajiegŋa
- jokken från Luohttojávrre
- Rijddanjunjesjågåsj (det största biflödet)
- Noajdejågåsj
- Gaskasjågåsj
- Stuolojågåsj

Största biflöde i Sarvesvágge till Alep Sarvesjåhkå är Jiegŋavákkjågåsj.

## Anslutande bergspass
Sarvesvágge kan nås inte bara från sina östra och västra ingångar, utan även från norr och söder via några bergspass varav de vanligaste är
- Jiegŋavágge (västra Sarvesvágge) – passpunkt cirka 1330 m ö.h.
- Niejdariehpvágge – passpunkt cirka 1175 m ö.h.
- Lullihavágge – passpunkt cirka 1354 m ö.h.
- Gaskasvágge – passpunkt cirka 1290 m ö.h.
- Jiegŋavágge (östra Sarvesvágge) – passpunkt 1404 m ö.h.

## Bildgalleri

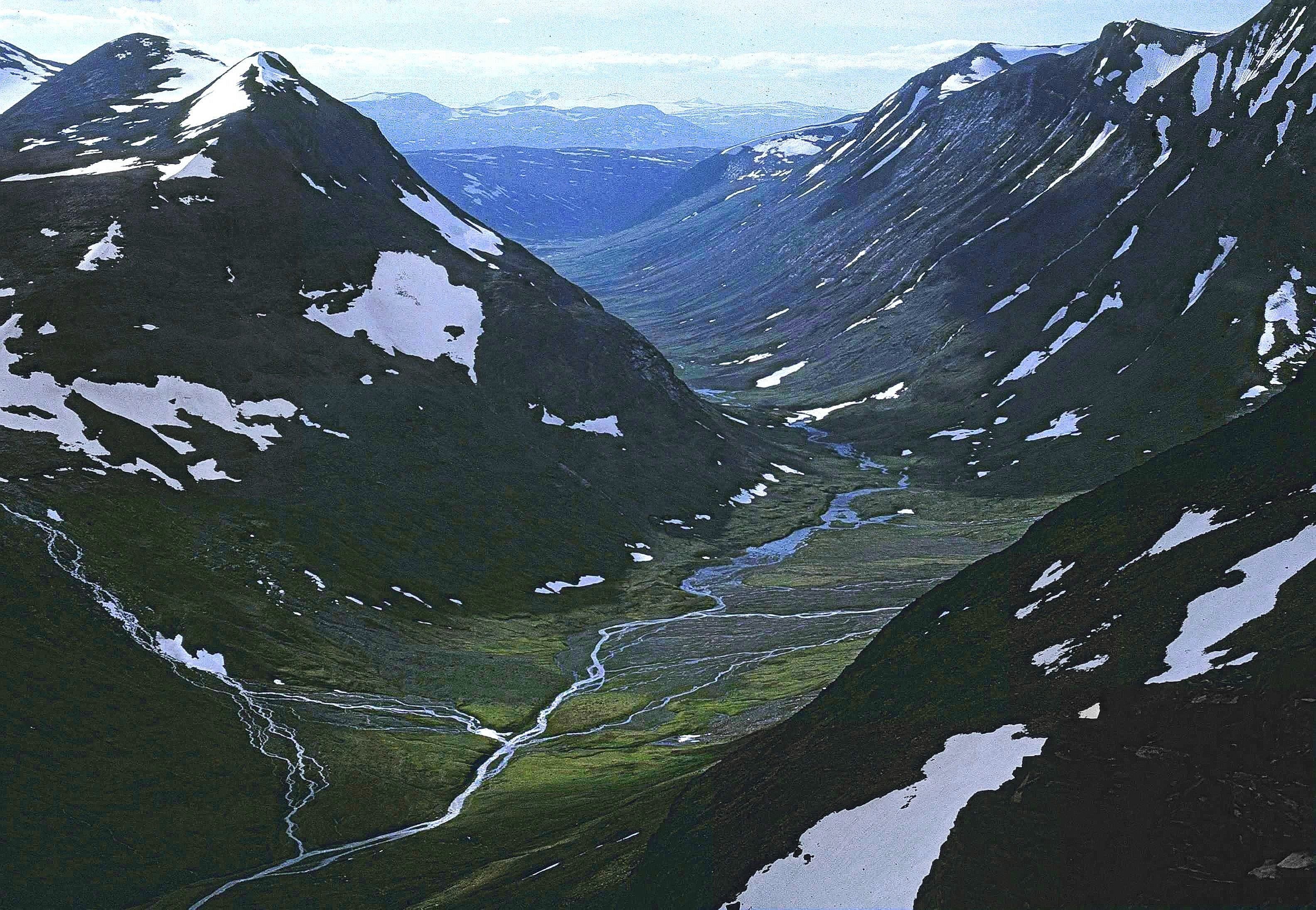
Mittre delen av Sarvesvágge, i riktning västerut mot Padjelanta
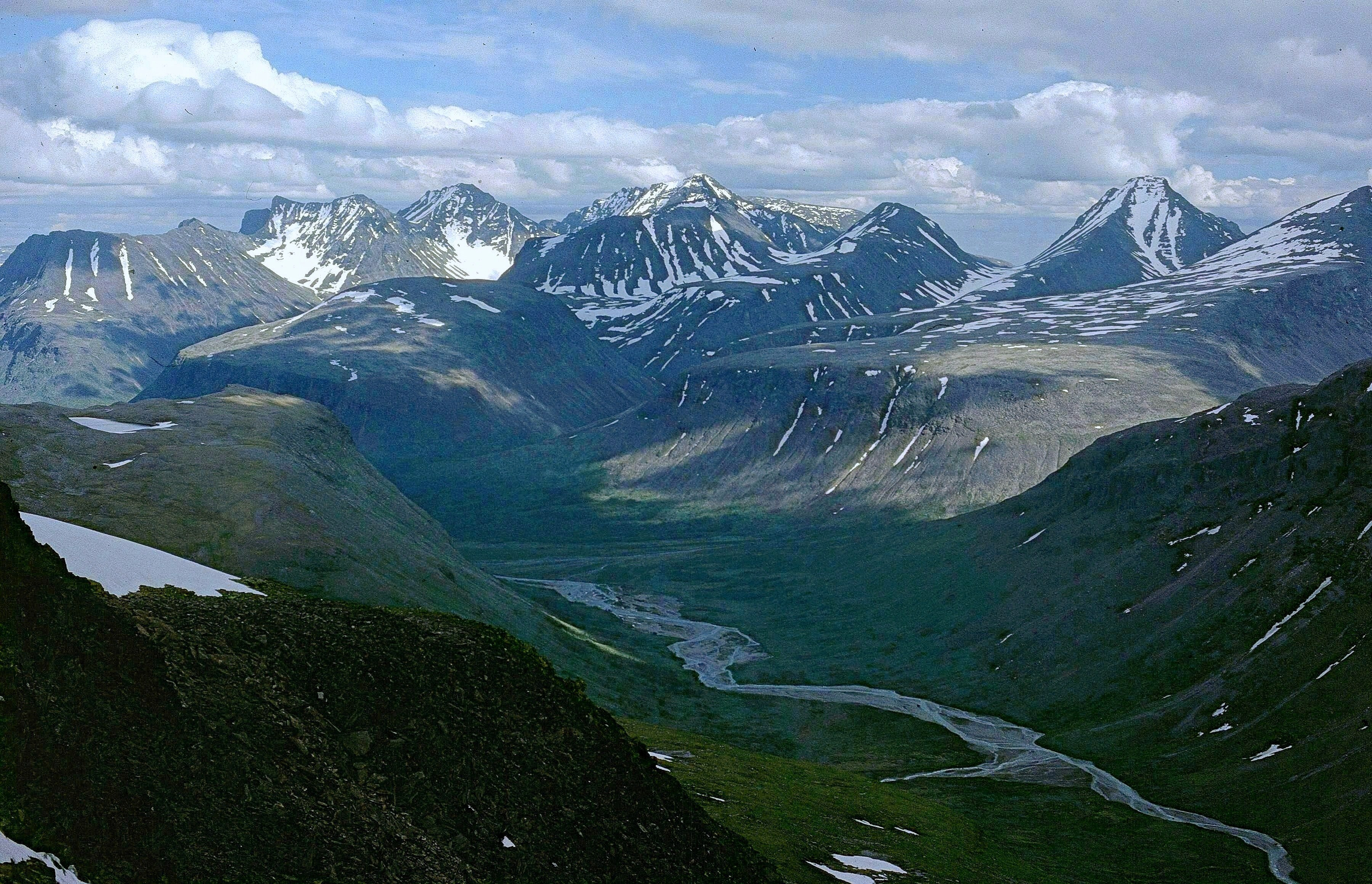
Sarvesvágge i riktning österut mot Rapadalen. Piellorieppe i bakgrunden
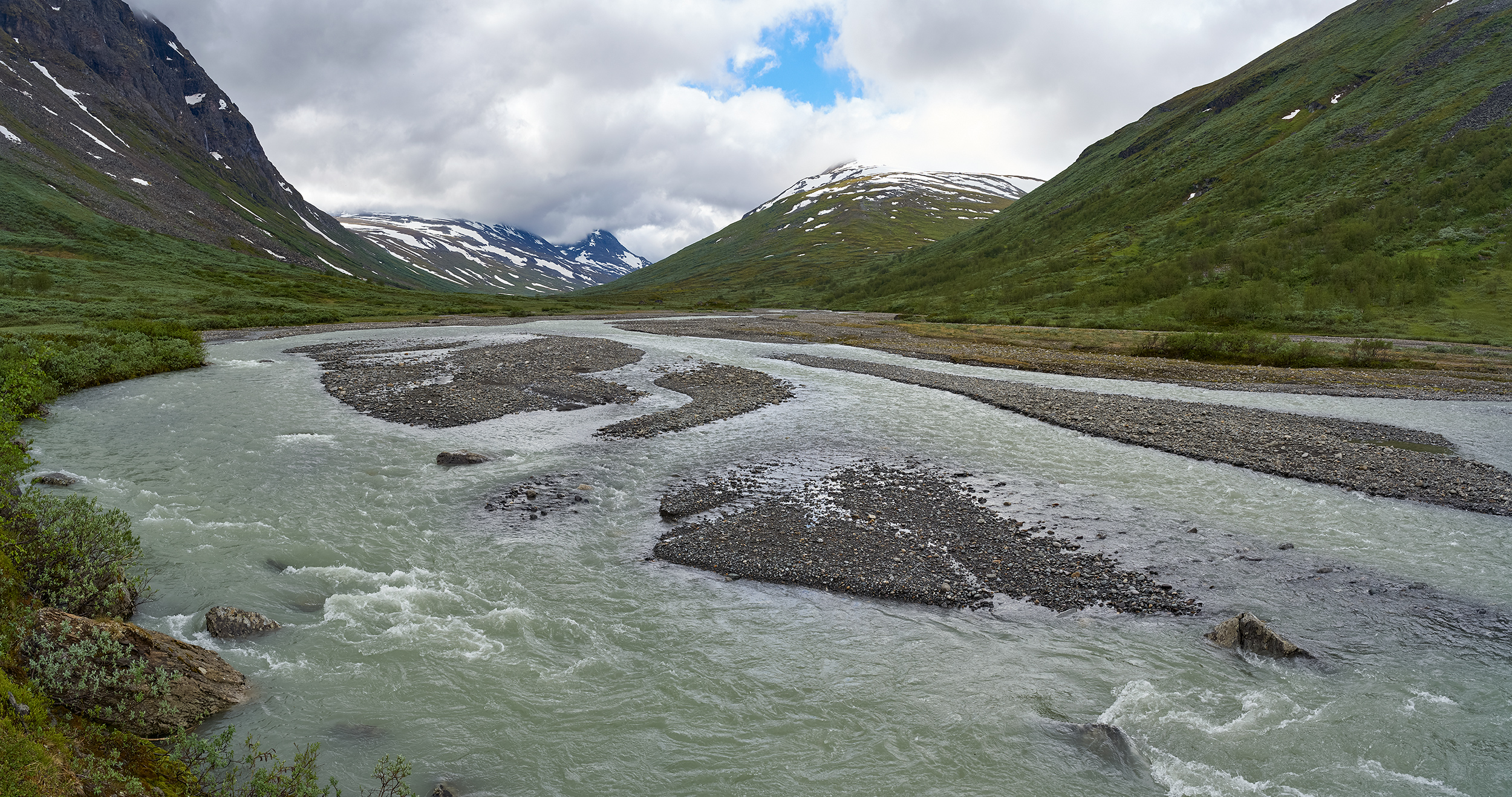
Strax väster om Noajdevallda breder Sarvesjåhkå ut sig.